# Diospyros cambodiana
Diospyros cambodiana är en tvåhjärtbladig växtart som beskrevs av Paul Lecomte. Diospyros cambodiana ingår i släktet Diospyros och familjen Ebenaceae. Inga underarter finns listade i Catalogue of Life.